# Román Kati
Román Kati (Budapest, 1948. július 9. – Budapest, 2009. szeptember 2.) magyar bábművész.

## Élete
A Péterfy Sándor utcai kórházban született. Apja Román György festőművész, író (1903–1981), anyja Orosz Erzsébet adminisztrátor (1918–1987) Kényszerű távolléteit kivéve, mindig Budapest V. kerületi lakos volt, az apai nagyapja által vásárolt Falk Miksa u.15. szám alatti lakásban, ahová a háború végeztével festő-író édesapja visszaköltözött, kezdte gyermekéveit. A Balaton utcai óvodába járt, általános iskolai tanulmányait a Szemere utcai Általános Leányiskolában kezdte 1954/55 tanévtől. Hangulatfüggő, gyors felfogású, általában jó minősítésű tanuló volt, már 1957-től az iskolai ünnepélyek kitűnő versmondója, a humán tantárgyakból mindig jeles.
1960-ban, a hatodik osztály második felében, szülei megromlott házastársi kapcsolata miatt a Fővárosi Általános Leánykollégium Városmajor utcai Általános Iskolájában folytatta tanulmányait.
1961/62-ben a szülők válása miatt a Cinkotai Általános Iskola és Nevelőotthon diákja volt. Az addig jó tanuló, kiváló versmondó, nyolcadikban osztályismétlésre megbukott. Az 1962/63 tanévet a Fővárosi Szilágyi Erzsébet Nevelőintézetben végezte, másodszor járta a 8. osztályt, jeles eredménnyel léphetett középiskolába.
A válóper után, 1962-ben Egyesült Államokban élő nagynénje, apja húga, Román Ágnes, vett kettejüknek egy kis lakást az V. kerület Széchenyi utca 1. szám alatt. A nagyobbik szoba volt édesapja műterme és lakása, a félszobában pedig nyaranta már ő lakott. Ettől az évtől minden nyáron két hetet együtt tölthettek a Szigligeti Alkotóházban. Boldog, önfeledt nyarak voltak ezek mindkettejük számára, bár kétségtelen furcsa "pár" volt a siket mester, és a harsány, alt hangú kamaszlány.
1963–1966-ig a csornai Hunyadi János Gimnázium és Mezőgazdasági Szakközépiskola tanulója volt, ugyanott kollégista is, csak nyaranta lakhatott együtt édesapjával Budapesten.

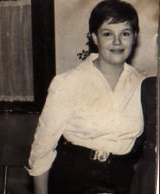

Tízéves korától rengeteget olvasott, több száz verset tudott könyv nélkül, szinte minden iskolai ünnepélyen sikerrel mondott verset. 1962-ben kapta az első aranyoklevelet, még a Szilágyi Erzsébet intézetben. Tudatosan színésznőnek készült. 1965. kiemelkedő éve volt ennek az elhatározásnak. Áprilisban aranyoklevelet szerzett a győri Kisfaludy Napok Művészeti Szemléjén, és bejutott a TV Ki mit tud? vetélkedőjének középdöntőjébe. Mikor az újságíró azt kérdezte tőle, hogy azért szaval-e, mert színész szeretne lenni, alig 17 évesen azt felelte: "Nem, nem a verset használom eszközként arra, hogy elérjem a célom. A verseket szeretem… A Kisfaludy Napokon aranyérmet nyertem Weöres Sándor Az éjszaka csodái című versével... Sőt, lehet, hogy filmezni is fogok."
Valóra vált a filmezéssel kapcsolatos reménye is, májusban ráosztották Bacsó Péter: Szerelmes biciklisták című játékfilmjének Julika szerepét. A keszthelyi Helikon Ünnepségen nyújtott művészi teljesítményéért vers-, és prózamondásból ezüst fokozatot ért el, számos településre, művelődési házba hívták verset mondani, Győr-Sopron megyét képviselve ismert lett a csornai gimnazista, a pesti művészpalánta.
A Kisalföld újságírója így méltatta: "Kamaszos, üde csengésű hangjával, biztos versértelmező készségével lepett meg. Nemcsak a sorok muzsikáját adja vissza: a vers gondolati elemeit tudja érett előadóművészekre emlékeztető drámaisággal összefogni. Ezt egyébként a televízió nézői, hallgatói is észlelhették, azt azonban már kevesebben tudják róla, hogy a balladától kezdve, a játékos, gyermekes formákig minden hangszerelésben otthonosan mozog."

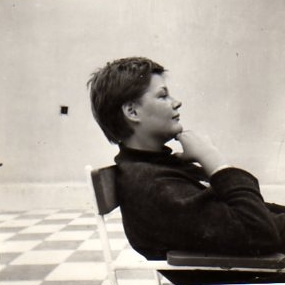

A TV Ki mit tud? országos döntőjét csaknem megnyerte versmondás kategóriában, de vitába keveredett a műsorvezetővel, és a presztízs úgy kívánta, hogy második helyezett legyen. A csornaiak is, a Győr-Sopron megyeiek is nagy örömmel ünnepelték, büszkék voltak rá, szerették. Ebben az évben kapott Kazinczy-díjat is.
A nyár filmforgatással telt a Balaton mellett, nem kesergett, dolgozott és boldog volt a fiatal "felnőtt" színészek között. A film közönségsiker lett, bár néhány kritikusa szkeptikusan bírálta Bacsó Pétert. Egy korabeli kritika azonban így ír: "Kellemes, kedves meglepetés a filmben a dundi parasztlány alakítója" – Román Kati. Tímár György költőt, műkritikust (1929–2003) Szigligetről ismerte, ő egy magánlevélben így gratulált "Sohasem képzeltem, hogy ilyen természetes tehetséged van a játékhoz, még kevésbé, hogy ilyen eredeti komikai véna rejlik benned. Okvetlenül folytasd! S nem is akárhogy, hanem tudatosan készülve a komika szerepkörére, amelyben egészen nagy lehetsz."

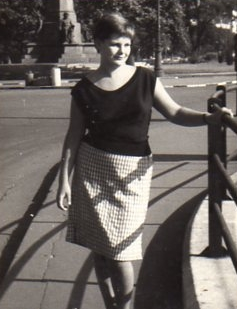

Az 1965/66-os tanévet Csornán a Hunyadi János Gimnáziumban befejezte, de mivel közben betöltötte a 18. életévét, törvényileg nem volt kötelezhető, hogy továbbra is kollégiumban tanuljon. Élt ezzel a jogával, és hazaköltözött édesapjához. Színész akart lenni, ezt művész apja tudomásul is vette, de ragaszkodott ahhoz, hogy leérettségizzen előbb. Az 1967/68 tanévben sikeres érettségi vizsgát tett levelező tagozaton.
1968-tól a Nemzeti Színház színészképző stúdiójában tevékenykedett. Ezután felvételizett első ízben a Színház- és Filmművészeti Főiskolára, de nem vették fel. Román György ezért 1969-ben meghívólevelet kért számára az USA-ba, így látogathatott el nagynénjéhez. A Román-testvérek reménykedtek abban, hogy Kati kedvet kap az ottléthez, nagynénje szívesen beiskolázta volna egyetemre. Boldogan járta a kapott zsebpénzből New Yorkot, részt vett a Woodstock fesztiválon is, de hazakívánkozott. Így emlékezett erre egy vele készített interjúban: "Sokan azt hitték, nem jövök haza. Miért ne jöttem volna? Még ha egyedül vagyok is, ide köt minden. A Dunapart, ahol először csókolóztam. A Körút… 15 év múlva talán ott is lennének emlékeim, de minek?... Mindenki lemondott rólam."
1969–1970-ig a TV Gyermekosztályán dolgozott első asszisztensként, és közben ismét megkísérelte a felvételit, de ismét elutasították. Emiatt kedveszegetten kínlódott otthon, amit apja indulatosan és szomorúan vett tudomásul. 1970 nyarán ismét Szigligeten nyaraltak együtt, édesapja kérésére Kardos G. György, író (1925–1997), aki az Állami Bábszínháznál dramaturgként is tevékenykedett, így biztatta: "Majd keresünk neked valami munkát a bábszínházban!" 1970 októberében került ezek után az Állami Bábszínház díszletfestő műhelyébe dolgozni, ahol Ország Lili festőművész, díszlettervező (1926–1976) volt a főnöke. Ő többször biztatta, hogy próbálja meg elvégezni a Bábszínészképző Stúdiót, de félt a kudarctól, inkább utazni szeretett volna nyaranta, ezért elvállalta a műhely fűtését is munka mellett, így jutott el  Párizsba, Bulgáriába, Prágába.

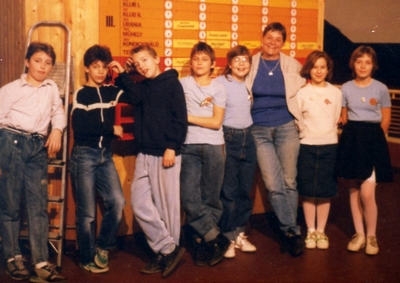

1973-ban sikeresen felvételizett a Bábszínészképző Tanfolyamra, megkapta első főszerepét is, és jól tanult. 1975-ben jelesen végzett hatodmagával. 1976–78 között elvégezte a Bábszínész Továbbképző Stúdiót, így felsőfokú színészi végzettség birtokában váltotta ki előadó művészi kategóriában működési engedélyét. Rendszeres versmondója volt számtalan üzemi rendezvénynek, művelődési háznak Budapesten. 1975–1992 között a fővárosi anyaszínházban, és emellett 17 évig tájelőadásokon játszott el több száz alkalommal, tizenöt-húszféle szerepet. A színház egyetlen, bal kézzel bábozó, kontra alt hangú, erős karakterszínésze volt.
1992-2000-ig a Budapest Bábszínház művésznője. A Bábszínház külföldi vendégjátékainak is rendszeres szereplője volt. Bábszínészi munkája mellett szívesen foglalkozott bábdarabok rendezésével, bábklubokat vezetett általános iskolákban – 1989-1994 és 2000-2001 között. Szeretettel foglalkozott a gyermekekkel, beszédművelő tevékenysége említésre méltó ebben a munkában.
Bár erre több ízben alkalma lett volna, soha nem alapított családot, nem akarta magára hagyni siket festőművész édesapját, örök szövetségesét és támogatóját, akinek 1981-ben bekövetkezett halála nagyon megviselte. Ebben az évben kezdett faragni, fafigurái, szobrocskái naturális, egyéni alkotások, több mint száz darabot készített az évek során. Kezdeményezte édesapja művészetének rendszerező feldolgozását, erre az általa kérelmezett, és 1988-ban megvalósuló, Vigadóban rendezett kiállítás alkalmával adott megbízatást Kolozsváry Marianna művészettörténésznek.

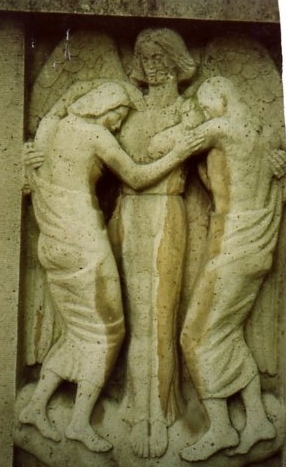

1994-ben, mivel az édesapjával közösen fenntartott lakást nehezen tudta fizetni egyedül, megözvegyült gyermekkori barátnőjével, aki szintén hasonló helyzetbe került, a két ingatlan árából közös tulajdonú lakást vásárolt az V. kerületben.
1997-ben megalapította édesapja népszerűsítésének és hitelességének, művészi elismertetésének céljából a Román György Alapítványt, amely haláláig sikerrel működött, öt rangos kiadványban képviselte a kitűzött célt.
1999-ben idegösszeroppanást kapott, majd súlyos pánikbeteg lett, fel kellett hagynia a színházi munkával, 2000-től, nyugdíjasként, kitűnő pszichoterapeutáinak köszönhetően otthonában alkotott.
2002-ben fafaragásaiból kiállítás nyílt a Budapest Bábszínház V. emeleti klubjában. Ez a siker átmenetileg örömmel töltötte el, de a szorongások, félelmek továbbra is megnehezítették céltalannak érzett életét. A színház hiánya egyre jobban megviselte, feleslegesnek vélte létezését. Másik műfajú alkotó tevékenységet is kipróbált sikerrel, novellákat, szabad verseket írt.
2009-ben, súlyos gyomorpanaszai miatt, legyőzve a pánikbetegség okozta félelmét, rá lehetett beszélni felülvizsgálatok elvégeztetésére, ekkorra azonban elhatalmasodott szervezetében a rák.
2009. július 9-én, születésnapjára megjelent A bérház történetei címmel önálló kötete, ez még némi derűt vitt utolsó heteibe.

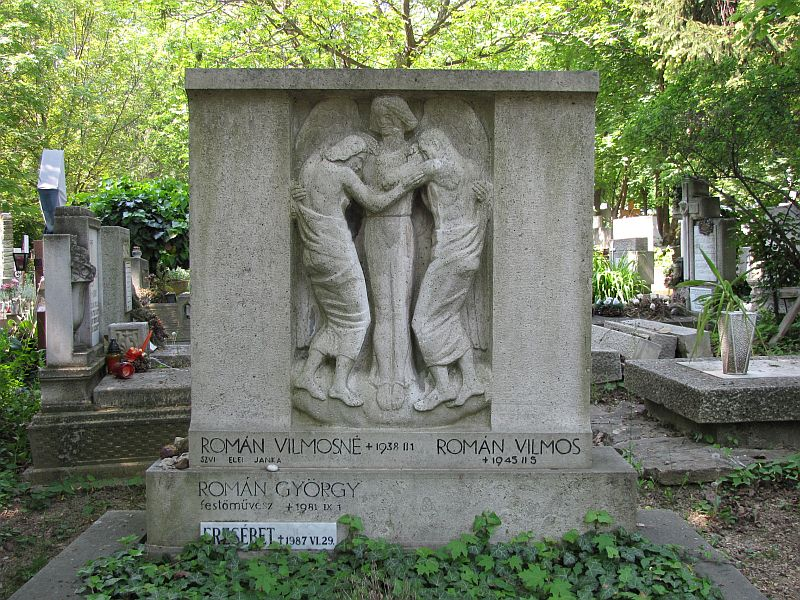
Román György és családjának sírja Budapesten. Farkasréti temető: 7/8-1-814/815.

2009. szeptember 2-án nyelőcső rákban meghalt. Apai nagyszülei és édesapja sírjában pihen, a Beck Ö. Fülöp által alkotott síremlék alatt, a Farkasréti temetőben. A Budapest Bábszínház saját halottjaként temette.

## Szerepei
- Táncoló bábuk és Micimackó Füles szerepe (Kazanlár Emil Ármin együttese) marionett bábokkal

Állami Bábszínház
- Arkagyij Iszaakovics Rajkin - Bánd Anna: Mese a két kicsi borzról – Kuksi borzgyerek
- Móra Ferenc - Pápa Relly: Csalavári Csalavér – Csalaváriné
- Januszewska - Tóh Eszter: A gyáva kistigris – Péter, főszerep
- Szilágyi Dezső: Ezüstfurulya – Táltos, Tündér Ilona
- Benjamin Britten – Szilágyi Dezső: A pagodák hercege – Tüskehercegnő
- Pjotr Iljics Csajkovszkij – E. T. A. Hoffmann – Szilágyi Dezső: A diótörő – Stahlbaumné
- Szilágyi Dezső: Mackó mukik kalandjai – Pincula
- Zsolnay László: Térdszéli Katica – Trikkum-Trakkum kapitány
- Jékely Zoltán: Erős János – Gazdaasszony
- Szperanszkij - Jékely Zoltán: Világszépe – Varangybanya
- Urbán Gyula: Két kicsi pingvin – Pong
- Török Sándor – Tóth Eszter: Irány az Ezeregyéjszaka! – Balog Gyuszi, főszerep
- Grimm fivérek – Ignácz Rózsa: Csipkerózsika – Bűbájoló, a gonosz tündér
- Petőfi Sándor – Szilágyi Dezső: János vitéz – Mostoha
- Arany János – Jékely Zoltán: Toldi – Toldiné, kocsmáros, vaddisznó
- Vörösmarty Mihály: Csongor és Tünde – Ilma
- Urbán Gyula: Kacsalaki rejtély – Klotild kacsa óvónéni
- Pápa Relly: Dani Bogárországban – Csigabusz, Zimi méhecske
- Tóth Eszter: Csizmás Kandúr – Királyné
- Tarbay Ede: Varjúdombi meleghozók – Jóságos boszorkány
- Tamara Gabbe – Tótfalusi István: Hamupipőke – Kencefice, Mostoha
- Lewit – Him – Urbán Gyula: Hupikék Péter – Kutyamama, Fűrészhal, hotdog árus
- Kormos István – Vargha Balázs – Tarbay Ede – Balogh Géza: Szabad-e bejönni ide betlehemmel? – élő színpadi játék, énekes-prózai szerepek

Budapest Bábszínház

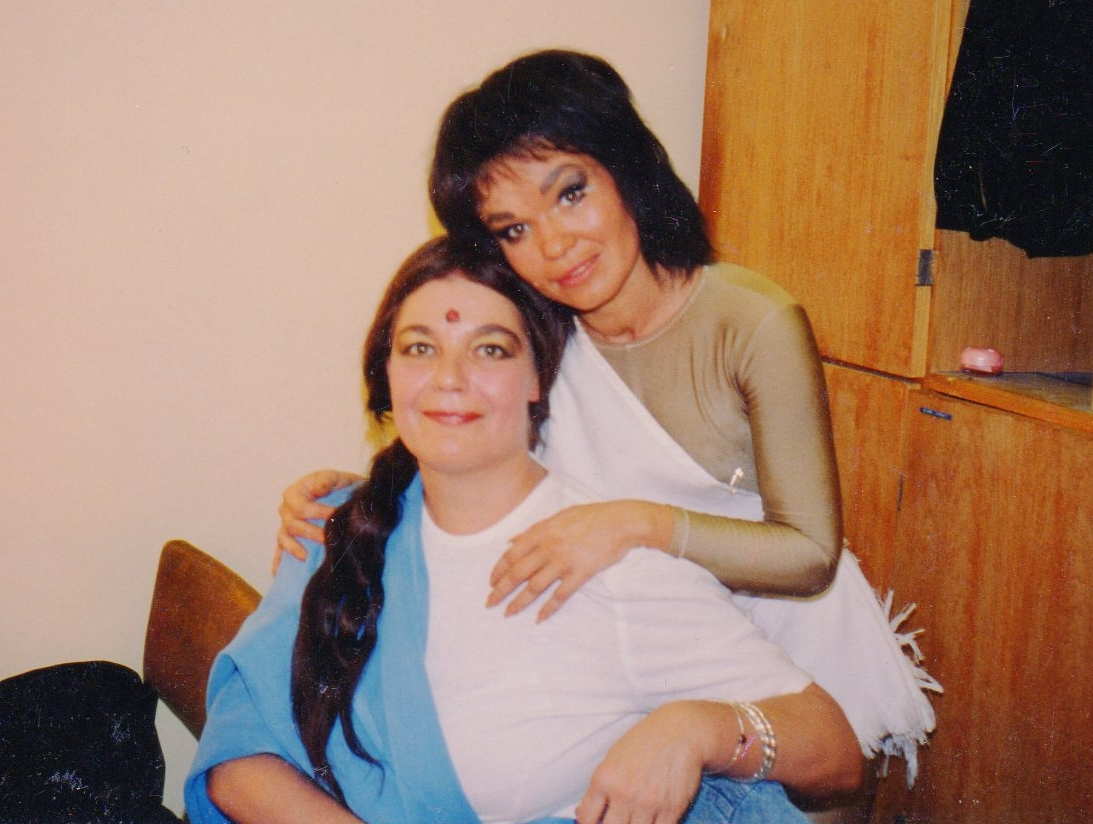
Messzua jelmezében

- Tóth Eszter: Gidaház az erdőszélen – Gidamama
- Rudyard Kipling - Balogh Géza – Weöres Sándor: A dzsungel könyve – Messzua, a hindu asszony – élő szerep
- Urbán Gyula – Sebő Ferenc: Betlehem ajándéka – élő színpadi játék, énekes-prózai szerepek
- Balogh Géza: Meseláda – kamaradarab – két szereplőre (Kovács Mariannal)
- Móra Ferenc: A didergő király – Király, Bolond, narrátor
- Perrault: Piroska és a farkas – Farkas, Nagymama, narrátor
- Hans Christian Andersen: Borsóhercegnő - Királyné, Bohóc, narrátor
- Jonathan Swift – Kardos G. György: Gulliver Liliputban – Hirr-Hurr kapitány
- Lázár Ervin: Árgyélus királyfi - tündér
- Szilágyi Andor: Kelekótya Jonathán – Dr. Ginseng, udvari alkimista és főtanító
- Heindl Vera: Hófehérke – Varázstükör
- Claude Debussy - d’Annunzio: Szent Sebestyén vértanúsága – élő színpadi játék – öt bábszínész és az Arvisura Színházi Társaság szereplésével
- Gábor Éva- Zsámár Katalin: Marcipán cica meg az oroszlánság – koncert mesejáték - Bohóc – élő szerep
- Jacques Offenbach: Kékszakáll – női narrátor szerep élőben

## Rendezései

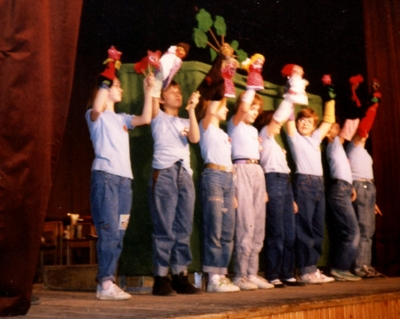
A Bokányi Dezső Kísérleti Általános Iskola Román Kati vezette bábcsoportja

Bokányi Dezső Kísérleti Általános Iskola, Budapest, 1989-1994
- Ecseri lakodalmas – fakanálbábjáték
- Tamási Áron: Szegény ördög – bábkomédia
- Betlehemes játék élőben  – A nyulacska csengője – bábjáték

Széchenyi István Általános Iskola, Csepel,  2000–2001
- Móra Ferenc: Csodamalom – bábtervezés és készítés is

## Film
- Bacsó Péter: Szerelmes biciklisták – Julika

## Televízió
- Makk Marci címszerep
- Minibocs
- Dörmögőék kalandjai 3x13 részes bábjáték sorozat – karakterszerepek
- Aranyparipa (rendező: Kovács Kati)

## Egyéb alkotásai
- Szobrainak kiállítása a Budapest Bábszínház Klubjában van (Kürthy Károly, 2002)
- Novelláskötete: A bérház történetei, Budapest, Uránusz Kiadó 2009 Antikvárium.hu

## Külső hivatkozások
- Román Kati a PORT.hu-n (magyarul)
- Román Kati az Internet Movie Database-ben (angolul)
- Muzsay András: Az álomfestő, a bábművész, meg A bérház történetei - infovilag.hu
- Román György weboldala
- L. Csépány Katalin: Román Kati könyve – Az író bábszínész - Hetedhéthatár közérdekű magazin, 2009. szeptember 11.

## Kapcsolódó szócikk
- Román György